# Mosquée Karah Borni
La mosquée Karah Borni (arabe : مسجد قاره برني) est une ancienne mosquée tunisienne qui n'existe plus de nos jours.

## Localisation
Elle se trouvait sur la rue El Agha, dans la médina de Tunis.

## Étymologie
Le terme Borni signifie « noir » en turc alors que Karah signifie « buse ».

## Histoire
Selon les observateurs, cette mosquée a été construite sous la régence ottomane.